# تورنتون (میسیسیپی)
تورنتون (به انگلیسی: Thornton) یک منطقهٔ مسکونی در ایالات متحده آمریکا است که در شهرستان هولمز، میسیسیپی واقع شده‌است. تورنتون ۳۵٫۰۵ متر بالاتر از سطح دریا واقع شده‌است.